# Лана (Франция)
Лана̀ (на френски: Lanas) е село в югоизточна Франция, част от департамент Ардеш на регион Оверн-Рона-Алпи. Населението му е около 374 души (2014).
Разположено е на 252 метра надморска височина в подножието на Централния масив, на 60 километра югозападно от Валанс и на 70 километра северозападно от Авиньон. Селището се споменава за пръв път през 1154 година.